# Jesse Ewart
Jesse James Ewart (Newcastle, 31 juli 1994) is een Iers-Australisch wielrenner die in 2023 en 2024 reed voor Terengganu Cycling Team. Eind 2020 verruilde hij zijn Australische licentie voor een Ierse.

## Carrière
In 2014 werd Ewart tiende in het Oceanische kampioenschap op de weg voor beloften, ruim tien minuten na winnaar Robert Power.
In 2016 nam Ewart voor de eerste maal in zijn carrière deel aan de Ronde van de Filipijnen, waar hij in de tweede etappe als derde wist te finishen. Na de laatste etappe raakte hij zijn derde plaats in het algemeen klassement kwijt aan Maral-Erdene Batmunkh en eindigde zelf op plek vier. In augustus van dat jaar werd Ewart in de tweede etappe van de Ronde van Singkarak in een sprint-à-deux verslagen door Rahim Ememi. Ruim twee maanden later won hij het jongerenklassement van de Jelajah Malaysia.
In 2024 won Ewart de openingsetappe in de Ronde van Sharjah, iets langer dan vier jaar na zijn laatste overwinning(en) in de Ronde van Singkarak. De leiderstrui die hij aan zijn zege overhield raakte hij een dag later kwijt aan Pierre Barbier. Begin april won hij de vierde etappe in de Ronde van Thailand.
In zijn tweede jaar bij de Maleisische wielerploeg Terengganu Cycling Team testte hij positief op EPO wat hem op een schorsing van drie jaar kwam te staan. Zijn schorsing loopt tot en met 15 mei 2027. Al zijn eerder behaalde resultaten van 2024 werden ongeldig verklaard.

## Overwinningen
2016
Jongerenklassement Jelajah Malaysia
2018
3e etappe Ronde van Ijen
3e etappe Ronde van Singkarak
Eindklassement Ronde van Singkarak
2019
1e en 2e etappe Ronde van Singkarak
Eind- en puntenklassement Ronde van Singkarak
2024
1e etappe Ronde van Sharjah
4e etappe Ronde van Thailand

## Ploegen
- 2016 –  7 Eleven-Sava RBP
- 2017 –  7 Eleven Roadbike Philippines
- 2018 –  Team Sapura Cycling
- 2019 –  Team Sapura Cycling
- 2020 –  Team Sapura Cycling
- 2021 –  Team Sapura Cycling
- 2022 –  Bike Aid
- 2023 –  Terengganu Polygon Cycling Team
- 2024 –  Terengganu Cycling Team

Cayubit · Ewart · Felipe · Galedo · Lampawog · Martin · Nohales · Peralta · Perez · Quitoy · Ravina
Berry · Cariño · Evers · Ewart · Felipe · Galedo · Kaneko · Lim · B. Martin · N. Martin · Nohales · Peralta · Perez
Abdul Halil · Azman · Cahyadi · Ewart · Misbah · Niño · Othman · Page · Pérez · Saharil · Vogt · Zakaria · Zariff